# Aglauropsis
Genre
Aglauropsis est un genre de limnoméduses (hydrozoaires) de la famille des Olindiidae.

## Liste d'espèces
Selon World Register of Marine Species (27 mars 2016), Aglauropsis comprend les espèces suivantes :
- Aglauropsis aeora Mills, Rees & Hand, 1976
- Aglauropsis agassizi Müller, 1865
- Aglauropsis conanti Browne, 1902
- Aglauropsis edwardsii Pagès, Bouillon & Gili, 1991
- Aglauropsis jarli Kramp, 1955
- Aglauropsis kawari Moreira & Yamashita, 1971
- Aglauropsis vannuccii Thomas & Chhapgar, 1975